# Mikołaj Bartnicki
Mikołaj Bartnicki herbu Dołęga (ur. ok. 1450, zm. przed 11 lutego 1516) – kustosz katedry płockiej, kustosz płocki, kantor, sekretarz wielki koronny i poseł do Zakonu Krzyżackiego, sekretarz królewski Aleksandra Jagiellończyka oraz Zygmunta Starego, uczestnik misji dyplomatycznych.
Syn Wojciecha (zm. 1487) kasztelana zakroczymskiego. Brał udział w poselstwie do Rzymu, za co w 1487 otrzymał od księcia Janusza II 30 florenów. Podpisał konstytucję Nihil novi na sejmie w Radomiu w 1505 roku. 